# Tractat de Shimoda
El Tractat de Shimoda (下田条約, Shimoda Jouyaku) (formalment Tractat de Comerç i Navegació entre Japó i Rússia 日露和親条約, Nichi-Ro Washin Jouyaku) del 7 de febrer de 1855, va ser el primer tractat entre l'Imperi Rus i l'Imperi del Japó, llavors sota l'administració del shogunat Tokugawa. Poc després del Tractat de Kanagawa signat entre el Japó i els Estats Units, va significar efectivament la fi de la política de 220 anys d'aïllament nacional del Japó (sakoku), en obrir els ports de Nagasaki, Shimoda i Hakodate als vaixells russos i va establir la posició dels russos al Japó i va definir les fronteres entre Japó i Rússia.

## Aïllament del Japó
Des del començament del segle xvii, el shogunat Tokugawa va seguir una política d'aïllament del país de les influències externes. El comerç exterior es mantenia només amb Holanda i la Xina i es realitzava exclusivament a Nagasaki sota un estricte monopoli governamental. Aquesta política tenia dos objectius principals, un era el temor que el comerç amb les potències occidentals i la propagació del cristianisme servís de pretext per a la invasió del Japó per les forces imperialistes, com havia estat el cas de la majoria de les nacions d'Àsia. El segon objectiu era el temor que el comerç exterior i la riquesa desenvolupada portessin al sorgiment d'un dàimio prou poderós per enderrocar el clan Tokugawa. Els primers contactes entre Japó i Rússia van ser fets amb el clan Matsumae a Hokkaido per el comerciant Pavel Lebedev-Lastochkin el 1778 i per l'enviat oficial Adam Laxman el 1792. L'expedició russa arreu del món dirigida per Adam Johann von Krusenstern va romandre sis mesos al port de Nagasaki el 1804-1805, sense establir relacions diplomàtiques i comercials amb Japó.
A principis del segle xix aquesta política d'aïllament va ser cada cop més qüestionada. El 1844, el Rei Guillem II dels Països Baixos va enviar una carta instant al Japó a posar fi a la política d'aïllament pel seu compte abans que es forcés un canvi des de l'exterior. En 1846, una expedició oficial americana liderada pel Comodoro James Biddle va arribar al Japó demanant que s'obrissin els ports per al comerç, però va ser enviada lluny.

## La missió Putiatin
Uns anys més tard, Rússia es va assabentar que els Estats Units estaven preparant una expedició per obrir el Japó per mitjà de la diplomàcia de les canoneres, si era necessari. Si tenia èxit, es temia que això proporcionés més influència americana a la regió del Pacífic i Àsia, i que donaria a Amèrica la posició més avantatjosa al Japó. Rússia va reprendre immediatament els plans per enviar una missió a l'Extrem Orient. El ministre rus d'Afers Estrangers Karl Nesselrode va assignar al Vicealmirall Yevfimy Putiatin Euphimy Vasil'evich Putiatin per dirigir la missió russa. L'expedició incloïa diversos sinòlegs notables i un nombre de científics i enginyers, així com el notable autor Ivan Goncharov, i la fragata russa Pallada sota el comandament d'Ivan Unkovsky va ser seleccionada com a vaixell insígnia. Goncharov faria servir l'experiència a la seva Fragata Pallada (1858), en què va descriure els detalls del viatge i les negociacions. És una descripció valuosa de com els japonesos rebien i processaven els vaixells de comerç exterior i la percepció de l'experiència dels russos.
Pallada va partir de Kronstadt el 7 d'octubre del 1852 amb ordres de tornar només amb un tractat almenys tan bo com el que havien obtingut els americans. També a l'agenda russa hi havia la delimitació de les fronteres entre el Japó i Rússia a l'Illa de Sakhalín i a les Kurils.

## Conseqüències

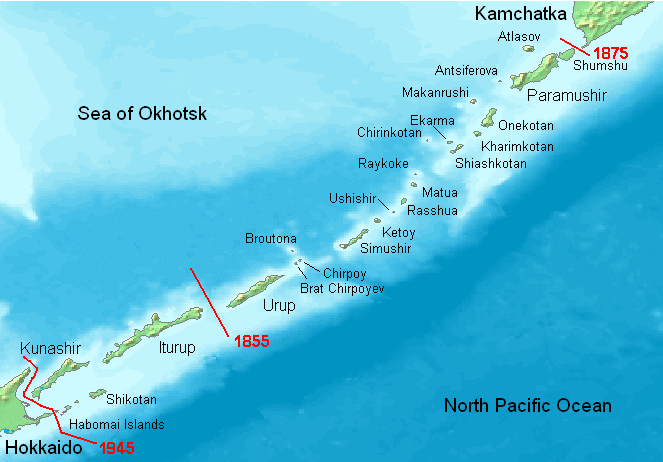
Diferents fronteres de les Kuriles.

Encara que Putiatin va ser comú després del seu retorn a Sant Petersburg, i va ser elevat al títol de Comte, també va ser criticat per la manca d'un acord comercial amb el Japó, i es va veure obligat a tornar el 1857 i de nou el 1858 per negociar nous tractats, que ampliaven els drets comercials de Rússia i extraterritorialitat. Una de les característiques més importants del tractat de Shimoda va ser l'acord que les illes Kurils es dividirien entre Rússia i el Japó en una línia que discorria entre Etorofu i Urup, i el tractat és encara freqüentment citat fins avui pel govern japonès va ser una de les seves justificacions en el conflicte de les illes Kurils.